# Cornelio Ghirardelli
Cornelio Ghirardelli (Bologna, seconda metà del XVI secolo – Bologna, 31 luglio 1637) è stato un astrologo italiano dell'Ordine dei frati minori.

## Biografia
Fu nominato dal Papa nel 1630 pater provinciae Venetae (superiore delle Venezie) del suo ordine.
Autore di numerose opere di astronomia, astrologia, fisiognomica e altri argomenti, fu ristampato dopo la sua morte (1676 a Bologna) ed è citato nella Anthropometria di Johann Sigismund Elsholtz.

## Opere
- Discorso astrologico sopra l'anno 1626, Bologna, Girolamo Mascheroni, 1625.
- Discorso astrologico sopra l'anno 1630, Bologna, Clemente Ferroni, 1630.
- Cefalogia fisonomica divisa in dieci deche, Bologna, Eredi di Evangelista Dozza & C., 1630.